# Monte Ashigara
Il monte Ashigara (足柄山?, Ashigara yama), conosciuto anche come monte Kintoki (金時山?, Kintoki yama), è un rilievo situato al confine tra le prefetture di Kanagawa e Shizuoka, all'interno del Parco nazionale Fuji-Hakone-Izu, in Giappone, nell'isola di Honshu.
Il rilievo ha origine dal fianco della catena vulcanica di Hakone. Vi si trovano le cittadine di Minamiashigara e Oyama.
È conosciuto perlopiù per essere il luogo di nascita del personaggio leggendario Kintarō.